# Vonetta McGee
Lawrence Vonetta McGee (* 14. Januar 1945 in San Francisco, Kalifornien; † 9. Juli 2010 in Berkeley, Kalifornien) war eine US-amerikanische Schauspielerin.

## Leben
McGee schloss 1962 die Polytechnic High School in San Francisco ab. Sie debütierte in der Titelrolle in der italienischen Komödie Faustina aus dem Jahr 1968. In dem Western Leichen pflastern seinen Weg (1968) spielte sie an der Seite von Jean-Louis Trintignant und Klaus Kinski. Bekannt machte sie ihr Mitwirken in den Actionfilmen Melinda (1972) und Hammer (1972).
In dem Actionthriller Shaft in Afrika (1973) spielte McGee die Rolle von Aleme, der Tochter eines Emirs, die John Shaft in äthiopischer Landeskunde unterrichtet. In dem Actionthriller Im Auftrag des Drachen (1975) war sie an der Seite von Clint Eastwood in einer der größeren Rollen zu sehen.
McGee war ab 1987 mit dem Schauspieler Carl Lumbly verheiratet, sie hatte ein Kind.
Sie verstarb 2010 im Alter von 65 Jahren an einem Herzstillstand.

## Filmografie (Auswahl)
- 1968: Faustina
- 1968: Leichen pflastern seinen Weg (Il grande silenzio)
- 1969: The Lost Man – Es führt kein Weg zurück (The Lost Man)
- 1970: Der Brief an den Kreml (The Kremlin Letter)
- 1972: Melinda
- 1972: Blacula
- 1972: Hammer
- 1972: Ich, die Nonne und die Schweinehunde (Io monaca… per tre carogne e sette peccatrici)
- 1973: Shaft in Afrika (Shaft in Africa)
- 1975: Im Auftrag des Drachen (The Eiger Sanction)
- 1977: Brothers
- 1978: Superdome
- 1978: Starsky & Hutch (s04 e09 / Starsky sieht schwarz)
- 1984: Kampf um Yellow Rose (The Yellow Rose) (Fernsehserie, 1 Folge)
- 1984: Repo Man
- 1984–1986: Cagney & Lacey (Fernsehserie)
- 1984: Magnum (4x12 / Ein Fall wie von Agatha Christie)
- 1985: Hell Town
- 1987: Bustin’ Loose (Fernsehserie)
- 1989–1990: L.A. Law – Staranwälte, Tricks, Prozesse (L.A. Law, Fernsehserie)
- 1990: Zorniger Schlaf (To Sleep with Anger)
- 1998: Johnny B Good